# روبين أوسكار فالديز
روبين أوسكار فالديز (بالإسبانية: Rubén Óscar Valdez Ferrero)‏ (25 يونيو 1946 في الأرجنتين - 16 فبراير 2025) هو مدرب كرة قدم ولاعب كرة قدم أرجنتيني في مركز الهجوم. شارك مع منتخب إسبانيا لكرة القدم. أما مع النوادي، فقد لعب مع نادي فالنسيا ونادي كاستييون ونادي ألميرانته براون وأتليتكو بلاتينسي ‏ وكمبرلي دي مار دل بلاتا ‏.

## وصلات خارجية
- روبين أوسكار فالديز على موقع قاعدة بيانات كرة القدم.إي يو (الإنجليزية)
- روبين أوسكار فالديز على موقع ناشيونال فوتبول تيمز (الإنجليزية)
- روبين أوسكار فالديز على موقع عالم كرة القدم.نت (الإنجليزية)